# Красный Восток (Наровчатский район)
 Красный Восток  — поселок Наровчатского района Пензенской области. Входит в состав Новопичурского сельсовета.

## География
Находится в северо-западной части Пензенской области на расстоянии приблизительно 7 км на юг-юго-восток от районного центра села Наровчат .

## История
Основан коммуной «Красный Восток» в 1918 году на базе бывшего имения Георгия Сергеевича Унковского. В 1926 году — Вопиловского, в 1930 — Коммуна «Красный Восток» Александровского сельсоветов, 28 хозяйств. В 1955 году колхоз имени Куйбышева. В 2004 году — 14 хозяйств.

## Население
Численность населения: 72 человека (1926), 154 (1930), 155 (1937), 113 (1959), 51 (1979), 27 (1989), 21 (1996). Население составляло 29 человек (мордва 45 %, русские 52 %) в 2002 году, 21 в 2010.